# 레인저 계획
레인저 계획(Ranger Program)은 1960년대 미국이 달 표면의 최초 클로즈업 이미지를 획득하는 것을 목표로 한 일련의 무인 우주 임무였다. 레인저 우주선은 달 표면의 이미지를 촬영하여 우주선이 충격으로 파괴될 때까지 해당 이미지를 지구로 전송하도록 설계되었다. 그러나 일련의 사고로 인해 처음 6번의 비행이 실패했다. 한때 이 계획은 "shoot and hope"라고 불렸다. 의회는 NASA 본부와 제트 추진 연구소의 "관리 문제"에 대한 조사를 시작했다. 두 차례에 걸쳐 기관을 재편성한 후 레인저 7호는 1964년 7월에 이미지를 성공적으로 반환했으며 이후 두 번의 임무가 더 성공적으로 수행되었다.
레인저는 원래 1959년부터 "블록"이라고 불리는 세 가지 별개의 단계로 설계되었다. 각 블록에는 서로 다른 임무 목표가 있었고 점점 더 발전된 시스템 설계가 있었다. JPL 임무 설계자는 임무의 엔지니어링 경험과 과학적 가치를 극대화하고 최소 한 번의 성공적인 비행을 보장하기 위해 각 블록에서 여러 번의 발사를 계획했다. 레인저 시리즈 우주선(레인저 1~9호)의 총 연구, 개발, 발사 및 지원 비용은 약 1억 7천만 달러(2023년 12억 5천만 달러에 해당)이다.

## 같이 보기
- 서베이어 계획
- 아폴로 계획
- 파이어니어 계획
- 루나 계획